# Craspedorrhynchus aquilinus
Craspedorrhynchus aquilinus är en insektsart som först beskrevs av Henry Denny 1842.  Craspedorrhynchus aquilinus ingår i släktet Craspedorrhynchus, och familjen fjäderlöss. Arten är reproducerande i Sverige.